# Rabensteinplatz
Der Rabensteinplatz ist ein als Grünanlage in der östlichen Vorstadt Leipzigs gelegener Platz. Historisch eine Richtstätte, wurde er im 19. Jahrhundert zu einer Grünanlage ausgestaltet. Der Rabensteinplatz steht unter Denkmalschutz.

## Lage und Gestalt
Der Rabensteinplatz liegt im Ortsteil Zentrum-Südost. Er bildet ein nach Westen weisendes spitzwinkliges Dreieck, dessen Spitze von der Gabelung der Dresdner Straße und des Täubchenwegs gebildet wird. Die beiden längeren Seiten sind je etwa 160 m, die kürzere etwa 80 m lang. Der Platz ist von einer Wiese bedeckt, die besonders in den Randbereichen von Bäumen bestanden ist. Nahe dem westlichen Ende befindet sich der Froschbrunnen. An den Straßen nach Norden und Osten stehen Wohnhäuser, nach Süden das Grassi-Museum. Eine Straßenbahnwendeschleife umrundet den Platz.

## Geschichte

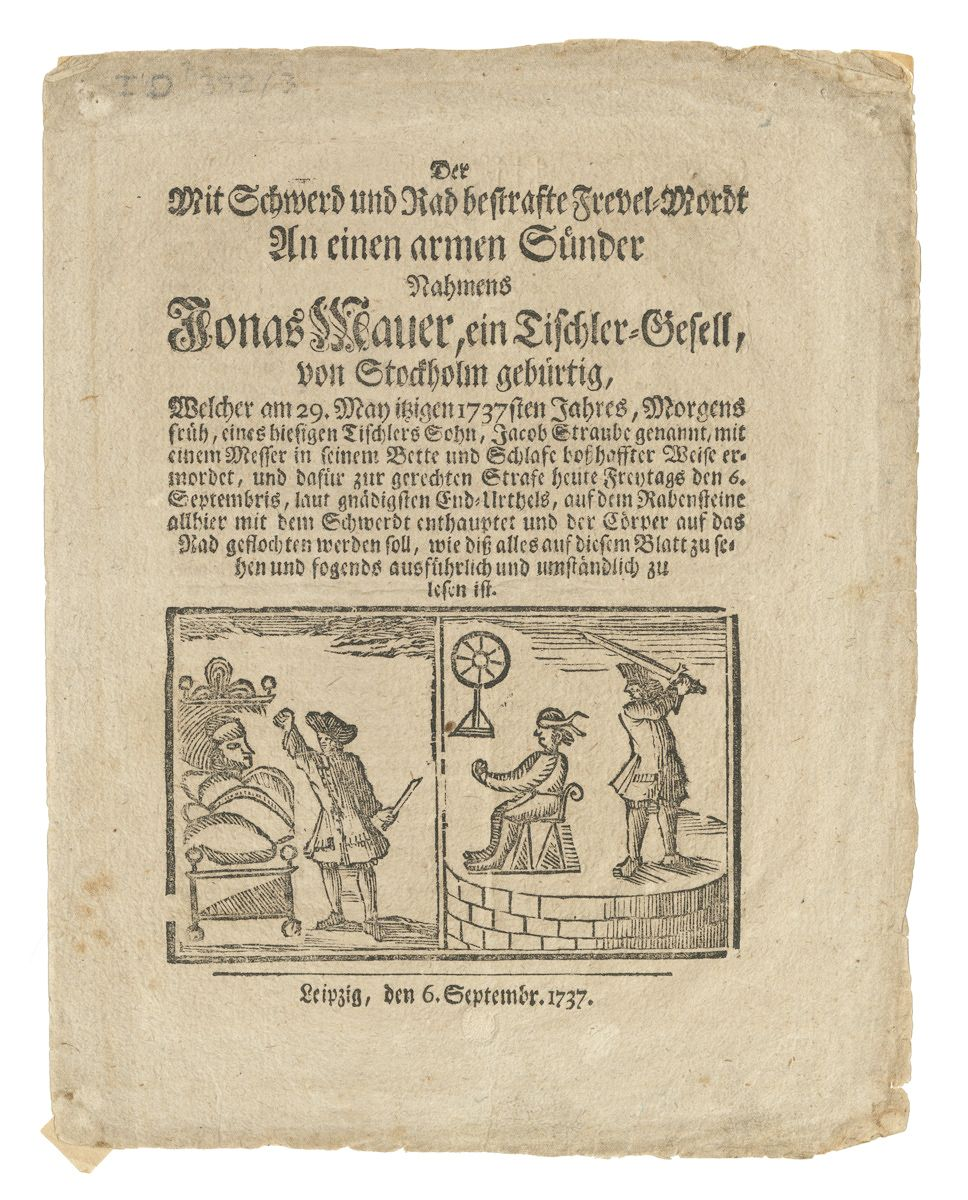
Exekutionszettel zu einer Hinrichtung am Leipziger Rabenstein 1737

Als Leipzig 1423 die vollständige Gerichtsbarkeit von Kurfürst Friedrich I., Herzog von Sachsen, verliehen bekam, machte es sich erforderlich auch Richtstätten vorzuhalten. Einer dieser Richtplätze war der Rabenstein am heutigen Rabensteinplatz. Auf einem Rabenstein, wie die volkstümliche Bezeichnung für den erhöhten Richtplatz wegen des anschließenden Rabenbesuchs lautete, wurden die Delinquenten enthauptet, was vorwiegend nur höhergestellten Personen zustand. Der Name des Platzes rührt daher, dass nach der Hinrichtung die Delinquenten dort verblieben und die Krähen davon fraßen. Der Leipziger Rabenstein war ein über drei Meter hohes ovales Gemäuer, auf das eine schmale eiserne Treppe führte. Der Verurteilte musste auf einem Sandhaufen knien oder auf einem Stuhl sitzen.
Eine andere Richtstätte befand sich an der Einmündung des Gerichtswegs in die Dresdner Straße, wo ein Galgen stand und die „gewöhnlichen“ Verbrecher hingerichtet wurden. Wann die letzte Hinrichtung stattfand, ist nicht bekannt. 1822 sind beide Richtstätten abgebrochen worden. Die Rabensteinstelle nutzte die Stadt jahrelang als Lagerplatz für Baumaterial. 1843 kamen erste Gedanken zur Gestaltung des Platzes auf. Aber erst 1866 wurde ein Plan des Gartendirektors Otto Wittenberg (1834–1918) mit Hilfe von Arbeitslosen umgesetzt. Es entstand ein symmetrisch gestalteter Stadtplatz mit zwei ovalen Sandspielflächen für Kinder und Gehölzpartien als Schattenspender für die sieben Bänke. 1869 kam ein aus Spendenmitteln finanzierter Brunnen mit einer Fontäne, drei Delphinen und drei Knaben hinzu. 1880 entstand auf dem Platz ein öffentliches Pissoir für drei Personen.
1882 erhielt die am östlichen Rand des Platzes verlaufende und einseitig bebaute Straße den Namen Am Rabensteinplatz, der 1885 zu Rabensteinplatz verkürzt wurde.

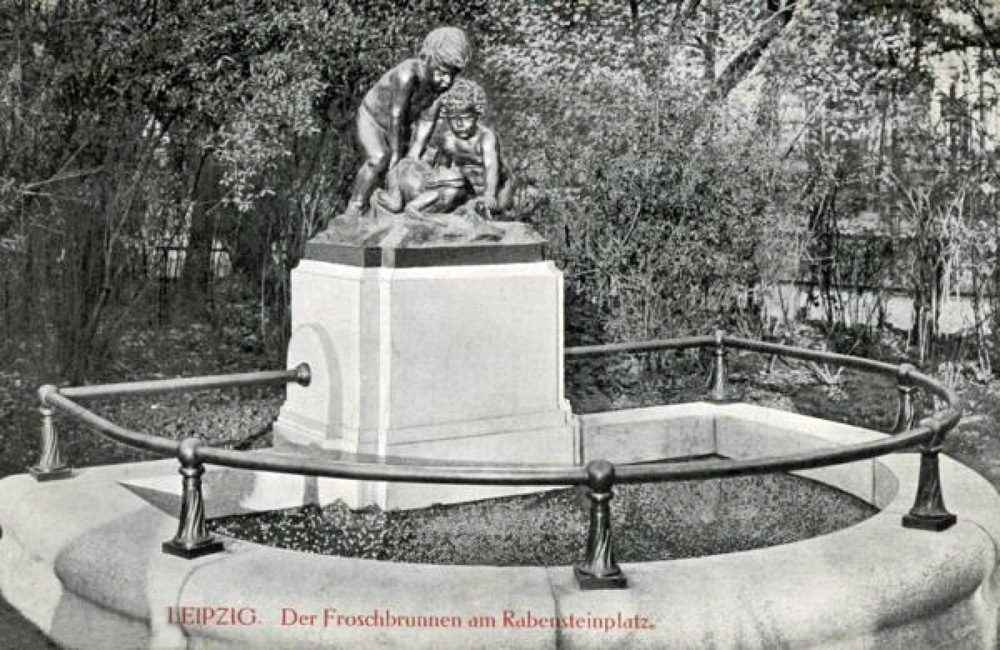
Der Froschbrunnen 1910
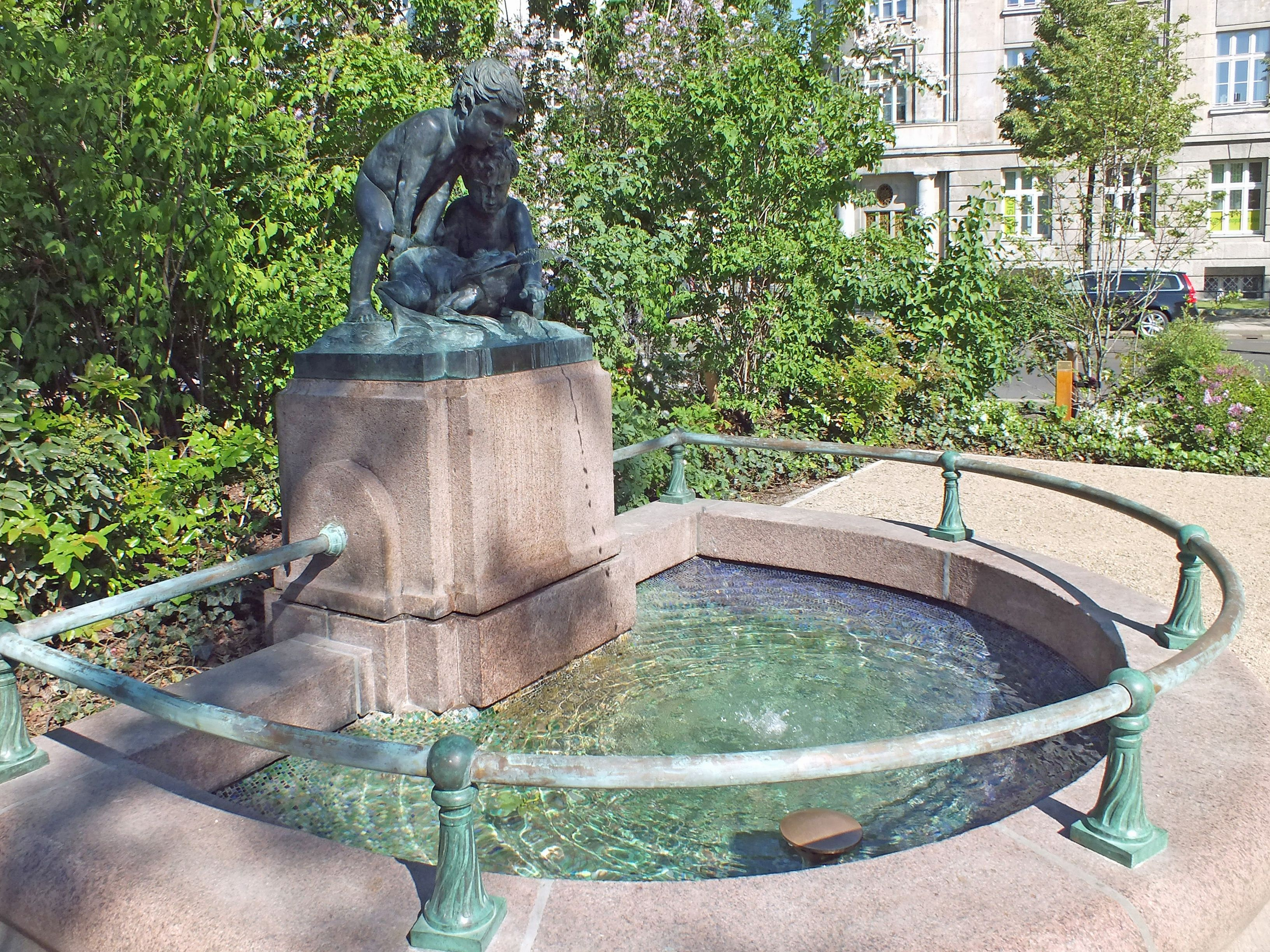
Wiederhergestellter Brunnen 2018

1909 schuf der Bildhauer Werner Stein den an der Spitze des Platzes befindlichen Froschbrunnen, dessen Brunnenplastik aus einer Figurengruppe mit zwei Kindern und einem großen wasserspeienden Frosch bestand. Die bronzenen Figuren wurden im Zweiten Weltkrieg im Rahmen der Metallspende des deutschen Volkes für Kriegszwecke eingeschmolzen. Im östlichen Teil des Platzes entstand ein Luftschutzbunker, wodurch der Fontänenbrunnen verlorenging.
Nach dem Krieg wurden die sichtbaren Teile des Luftschutzbunkers abgetragen und 1951 der Platz zu einer Landschaftsanlage umgestaltet, allerdings ohne Bezug auf den ehemaligen Wittenbergschen Entwurf zu nehmen. Die Reste des Froschbrunnens wurden in die Südostecke versetzt. 2005 entstand die den Platz umrundende Wendeschleife als Endstelle der Straßenbahnlinie 12.
2017 wurde der gesamte Rabensteinplatz für 250.000 Euro, die teilweise aus dem Fonds „Städtebaulicher Denkmalschutz“ stammten, neu gestaltet. Anhand historischer Aufnahmen hat der Leipziger Bildhauer Markus Gläser ein Modell von Steins Skulptur erstellt, die in Dresden gegossen wurde und seit Mai 2018 den Brunnen an der ursprünglichen Stelle wieder schmückt.